# Karen Lord
Pour les articles homonymes, voir Lord.
Karen Lord, née le 22 mai 1968 à la Barbade, est une écrivaine barbadienne de littérature de l'imaginaire. Son premier roman, Redemption in Indigo (2010), raconte l'histoire d'« Ansige Karamba the Glutton » issu du folklore sénégalais et son deuxième roman, Le Meilleur des mondes possibles (2013), est un exemple de science-fiction sociale. Karen Lord écrit également sur la sociologie des religions.

## Biographie
Karen Lord est née à la Barbade. Elle découvre Le Lion, la Sorcière blanche et l'Armoire magique de C. S. Lewis et Le Hobbit de J. R. R. Tolkien alors qu'elle est à l'école primaire, ce qui déclenche sa passion pour la fantasy et le fantastique. Elle étudie ensuite au Queen's College de Bridgetown et obtient un diplôme en sciences de l'Université de Toronto et un doctorat en sociologie de la religion de l'Université de Bangor en 2008,.
Redemption in Indigo est publié à l'origine en 2010 par Small Beer Press (en) et est republié en 2012 par Quercus dans la collection Jo Fletcher Books. The New York Times le qualifie de « mélange savant et exubérant d’influences des Caraïbes et du Sénégal qui concilie des décors stupéfiants... avec un drame sérieux », Caribbean Review of Books commente en ces mots « enthousiasment du début à la fin, avec des descriptions vives, des héros et des super-vilains mémorables, un rythme rapide », et il est résumé par Booklist comme « l'une de ces œuvres littéraires dont on peut dire que pas un mot ne doit être changé ».
Le Meilleur des mondes possibles est publié en 2013. Un critique le qualifie de « roman pensif et émotionnel... l'un des livres les plus agréables que j'ai récemment lu » tandis que Nalo Hopkinson écrit dans le Los Angeles Review of Books : « Le Meilleur des mondes possibles me rappelle le brillant roman de Junot Díaz, La Brève et Merveilleuse Vie d'Oscar Wao. Non stylistiquement : tandis qu'Oscar Wao est un pelau expérimental inspiré par la voix dominicaine de Díaz, Le Meilleur des mondes possibles est un superbe métamorphe ».
The Galaxy Game, publié le 6 janvier 2015 est décrit dans une critique antérieure comme « un exercice satisfaisant de déséquilibre, une leçon viscérale sur la façon de tomber en avant et de se rattraper soi-même. dans un nouvel endroit incroyable ». Publishers Weekly le qualifie de « roman subtil et cérébral » tandis que le chroniqueur de The Guardian écrit que « le roman est une exploration tranquille de multiples sociétés, relations de pouvoir / relations raciales, dans laquelle les intrigues discursives trompent pour un final satisfaisant. ».
Sa nouvelle « Hiraeth: A Tragedy in Four Acts » est publiée dans l'anthologie Reach for Infinity (2014).
Elle fait partie, en 2018, des personnes choisies par George R. R. Martin pour être une des professeures lors d'un stage d'écriture qui se déroule à l'été 2019, stage centré sur l'écriture des littératures de l'imaginaire. En 2019, elle est nommée avec Caryl Phillips, Efua Traore, Jennifer Makumbi, Chris Power et Mohammed Hanif comme membre du jury du Commonwealth Short Story Prize.

## Distinctions

### Récompenses
- 2008 : Frank Collymore Literary Endowment Award du meilleur manuscrit non publié[18]
- 2010 : Carl Brandon Society Parallax Award[19]
- 2011 : Crawford Award[20]
- 2011 : prix Mythopoeic[21]
- 2012 : Kitschies Golden Tentacle Award du meilleur premier roman[22]

### Nominations
- 2011 : 
  - Prix World Fantasy du meilleur roman[23]
  - Prix Astounding du meilleur nouvel écrivain[24]
  - Prix Bocas de littérature Caribéenne[25]

## Œuvres

### Romans
- (en) Redemption in Indigo, Small Beer Press, 2010
- Le Meilleur des mondes possibles, Panini, coll. « Éclipse », 2014 ((en) The Best of All Possible Worlds, Jo Fletcher Books, 2013)
- (en) The Galaxy Game, Jo Fletcher Books, 2015
- (en) Unraveling, Daw Books, 2019
- (en) The Blue, Beautiful World, Del Rey, 2023

### En tant qu'éditrice
- (en) New Worlds, Old Ways: Speculative Tales from the Caribbean, Peepal Tree Press, 2016

### Études critiques du travail de Lord
- Spinrad, Norman, « Genre versus literature », Asimov's Science Fiction, vol. 37, nos 10–11,‎ october–november 2013, p. 182–191